# シティグループ証券
シティグループ証券株式会社（シティグループしょうけん、英: Citigroup Global Markets Japan Inc.）は、シティの日本における持株会社であるシティグループ・ジャパン・ホールディングスの100%子会社のホールセール専業の証券会社。

## 概説
前身は、1999年に、アメリカ合衆国のシティグループと当時の日興證券（旧日興コーディアルグループ）の合弁により設立された、ホールセール専業証券会社の日興ソロモン・スミス・バーニー証券会社（ケイマン諸島法人）。後に、2003年に、日興シティグループ証券会社に社名変更する。
当時は、イギリス領ケイマン諸島法に基づいて設立された法人として、日本において営業していたが、2003年12月に新たに設立した日本法人に営業を譲渡し翌年より｢日興シティグループ証券株式会社｣として営業を開始した。
2009年10月1日に会社分割を実施し、法人金融本部と資本市場部（引受部門含む。）を、三井住友フィナンシャルグループの（新）日興コーディアル証券（当時は日興コーディアル証券分割準備株式会社、現SMBC日興証券）に承継させたことにより、シティグループ証券株式会社に商号を変更。

## 沿革
- 1998年 - ソロモン・ブラザーズ・アジア証券会社が、スミス・バーニー証券会社東京支店から営業譲渡により営業の全てを譲受け、ソロモン・スミス・バーニー（ジャパン）リミテッドに商号（社名）変更。
- 1999年
  - 2月 - 米国シティグループ・インクの子会社「ソロモン・スミス・バーニー・ジャパン・リミテッド」から、その過半数の株式を取得して設立（当時の日本での商号は「日興ソロモン・スミス・バーニー証券会社」であった）。
  - 3月 - 営業開始。
- 2001年10月 - 親会社である日興證券株式会社が、証券業務を日興證券分割準備株式会社に分割承継し、純粋持株会社となる（同時に日興證券は「株式会社日興コーディアルグループ」に、分割準備会社は「日興コーディアル証券株式会社」にそれぞれ社名変更）。
- 2003年
  - 4月 - シティグループのブランド統一に伴い、社名を「日興シティグループ証券会社」（＝「日興シティグループ・リミテッド」）に変更。
  - 12月 - 日本法人化に伴い、社名を「日興シティグループ証券株式会社」に変更。
- 2009年10月 - 日興コーディアル証券の三井住友フィナンシャルグループへの売却に伴い、日興シティグループ証券の一部事業（法人金融本部、資本市場部）を会社分割により売却。社名を「シティグループ証券株式会社」に変更。売却された一部事業は日興コーディアル証券内の投資銀行本部、資本市場部として存続。
- 2017年 - 大手町パークビルディングに本社移転。
- 2017年7月 - 取締役会長として田中達郎、代表取締役としてアンソニー・ピー・デラピエトラ・ジュニア。取締役副社長は林邦良と浅井勇介がつとめる。